# Calumma jejy
Calumma jejy е вид влечуго от семейство Хамелеонови (Chamaeleonidae). Видът е уязвим и сериозно застрашен от изчезване.

## Разпространение и местообитание
Разпространен е в Мадагаскар.
Обитава гористи местности, пустинни области и ливади.

## Описание
Популацията на вида е стабилна.